# China Blue
China Blue és un documental basat en la història de dues treballadores d'una fàbrica de texans situada a prop de la ciutat de Canton. El documental analitza tant presumptes condicions d'explotació en les fàbriques de la Xina i la creixent importància de la Xina com un país exportador a una escala global. Una de les treballadores es diu Jasmine i és la principal protagonista. Va ser dirigit per Micha Peled.